# Règlement des voitures de tourisme de 1970
En 1970, un nouveau règlement des voitures de tourisme, mélange des anciens règlements des voitures de tourisme spéciales des Groupes 2 et 5, est instauré.

## Liste de règles
- Production minimale de 1 000 unités ;
- les sièges, les panneaux de porte et le tableau de bord d'origine doivent être conservés ;
- un compte-tours peut être ajouté au tableau de bord ;
- le siège conducteur peut être remplacé par un siège de course sport ;
- des ceintures de sécurité à quatre points en forme de H doivent être installées ;
- les pare-chocs peuvent être enlevés ;
- des roues et des passages de roue plus larges peuvent être montés ;
- aucun compresseur ni injection de carburant n'est autorisé, à moins qu'il ne s'agisse d'une caractéristique standard de la voiture ;
- l'alésage du moteur est autorisé à condition qu'il ne dépasse pas la catégorie de capacité indiquée pour cette voiture, c'est-à-dire jusqu'à 1 300 cm3 ; 1 300 cm3 à 2 000 cm3 ; plus de 2 000 cm3[2] ;
- les pièces mécaniques doivent rester OEM, mais l'allègement, l'équilibrage, l'enlèvement par usinage ou le changement de forme par usinage de ces pièces sont autorisés. L'ajout de matière, l'extension mécanique ou le traitement des matériaux entraînant une modification de la structure moléculaire ou une modification de la surface du métal ne sont pas autorisés ;
- les culasses doivent être OEM mais les soupapes, les guides et les sièges de soupapes sont modifiables ;
- aucune culasse à quatre soupapes n'est autorisée à moins qu'elle ne soit une caractéristique standard de la voiture.

## Voitures concernées
Lors de la fabrication de la Mercedes-Benz 300 SEL 6.8 AMG, le préparateur automobile AMG se conforme à ces nouvelles règles.